# 安德里伊夫卡 (列舍季利夫卡市鎮)
49°32′54″N 34°14′56″E / 49.54833°N 34.24889°E
安德里伊夫卡（烏克蘭語：Андріївка）是位於烏克蘭中部的村莊，由波爾塔瓦州波爾塔瓦區的列舍季利夫卡市鎮負責管轄。該村處於波盧濟爾亞河右岸，距離科斯托奇基3公里，海拔高度84米，2001年人口22。